# Mønje
Mønje er en kemisk forbindelse mellem bly og ilt, med sumformlen Pb3O4. Det er et rødt stof, som bruges som pigment i maling, specielt rustbeskyttende maling til skibe. I mønje findes bly med to forskellige oxidationstrin: +2 og +4, og formlen for mønje kan skrives som Pb(IV)O2•2Pb(II)O. Denne sammensætning bekræftes af krystalstrukturen, og af de kemiske egenskaber, idet mønje reagerer som en blanding af Pb(IV)O2 og 2Pb(II)O. F.eks. er mønje oxiderende nok til i stærkt sur væske at oxidere Mn2+-ioner til permanganationer, MnO4-.
Frem til middelalderen brugtes mønje (minium) i illuminerede bøger til at lukke porerne i pergamentet således at der derefter kunne påføres farve; dette har givet navn til miniaturen, en billedtype som først blev frembragt ved hjælp af dette farvestof som grunding. Mønjerød farve ses endnu i de tilfælde hvor miniaturemaleren ikke er blevet færdig med sit arbejde.
Mønje er stærkt giftigt, som de fleste blyforbindelser er. Derfor har man brugt stoffet som bundmaling på skibe for at hindre alge- og rurvækst, som vil nedsætte farten betydeligt, fordi det hindrer skibets glid gennem vandet. Det har til gengæld medført at mange havnebassiner er forurenede med tungmetallet bly.